# Шеннон Кейн
Шеннон Кейн (англ. Shannon Kane; нар. 14 вересня 1986, Каламазу, Мічиган, США) — американська акторка. Найбільш відома своїми ролями Трейсі Медсен у сімейному драматичному серіалі «Голлівудські висотки», Наталі Фовлер у денній мильній опері ABC «Всі мої діти» та Сабіна Лорент у фентезійному надприродному драматичному серіалі каналу CW «Первородні».

## Біографія
Шеннон Елізабет Кейн народилася в Каламазу, штат Мічиган. Вона навчалася в середній школі Портедж Сентрал у Портеджі, штат Мічиган, та в Західному Мічиганському університеті.

## Кар'єра

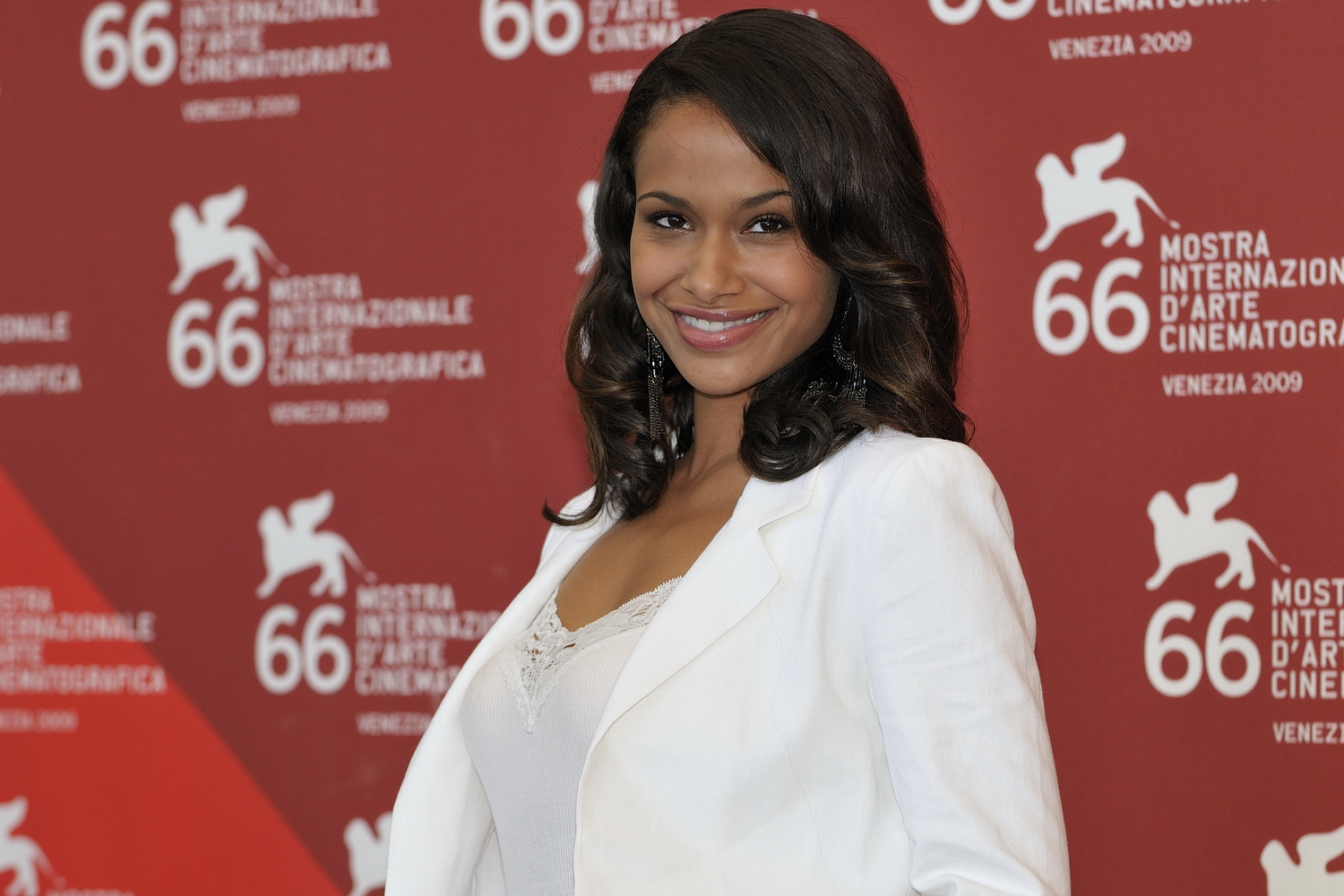
Кейн у 2009 році

## Особисте життя
У Кейн є син на ім'я Зайон.

## Фільмографія
| Рік       |    | Українська назва                          | Оригінальна назва          | Роль                         |
| --------- | -- | ----------------------------------------- | -------------------------- | ---------------------------- |
| 2006      | с  | CSI: Місце злочину. Маямі                 | CSI: Miami                 | Леслі Андерсон               |
| 2007      | с  | Молоді та зухвалі                         | The Young and the Restless | Моніка                       |
| 2007      | с  | Антураж                                   | Entourage                  | Офіціантка                   |
| 2008      | ф  | Щоденник втомленого чорношкірого чоловіка | Diary of a Tired Black Man | Гаряча погана дівчина в барі |
| 2008—2011 | с  | Всі мої діти                              | All My Children            | Наталі Фловер                |
| 2009      | ф  | Бруклінські копи                          | Brooklyn's Finest          | Шантель                      |
| 2009      | ф  | Кров і кістки                             | Blood and Bone             | Шанель                       |
| 2011      | ф  | S.W.A.T.: Перехресний вогонь              | S.W.A.T.: Firefight        | Лорі Бартон                  |
| 2011      | ф  | Велика щаслива родина Медеї               | Madea's Big Happy Family   | Кімберлі                     |
| 2012      | с  | Голлівудські висоти                       | Hollywood Heights          | Трейсі Медсен                |
| 2012      | ф  | Колекціонер 2                             | The Collection             | Пез                          |
| 2013—2014 | с  | Первородні                                | The Originals              | Сабіна Лорент                |
| 2014      | тф | Пори кохання                              | Seasons of Love            | Імані                        |
| 2014      | кф | Одна година ранку                         | OneA.M.                    | Жінка                        |
| 2015      | кф | Взуття для степу та скрипки               | Tap Shoes & Violins        | Медісон                      |
| 2018      | с  | Реанімація                                | Code Black                 | Феліція Гамфріс              |
| 2019      | с  | American Soul                             | American Soul              | Ільза Дежарнетт              |
| 2020      | с  | Террор Лейк Драйв                         | Terror Lake Drive          | Сем                          |
| 2021—2023 | с  | Гра                                       | The Game                   | Шеннон Діксон                |
| 2022—2024 | с  | Розумний сумнів                           | Reasonable Doubt           | Шанель                       |